# Boombox (ukraiński zespół muzyczny)

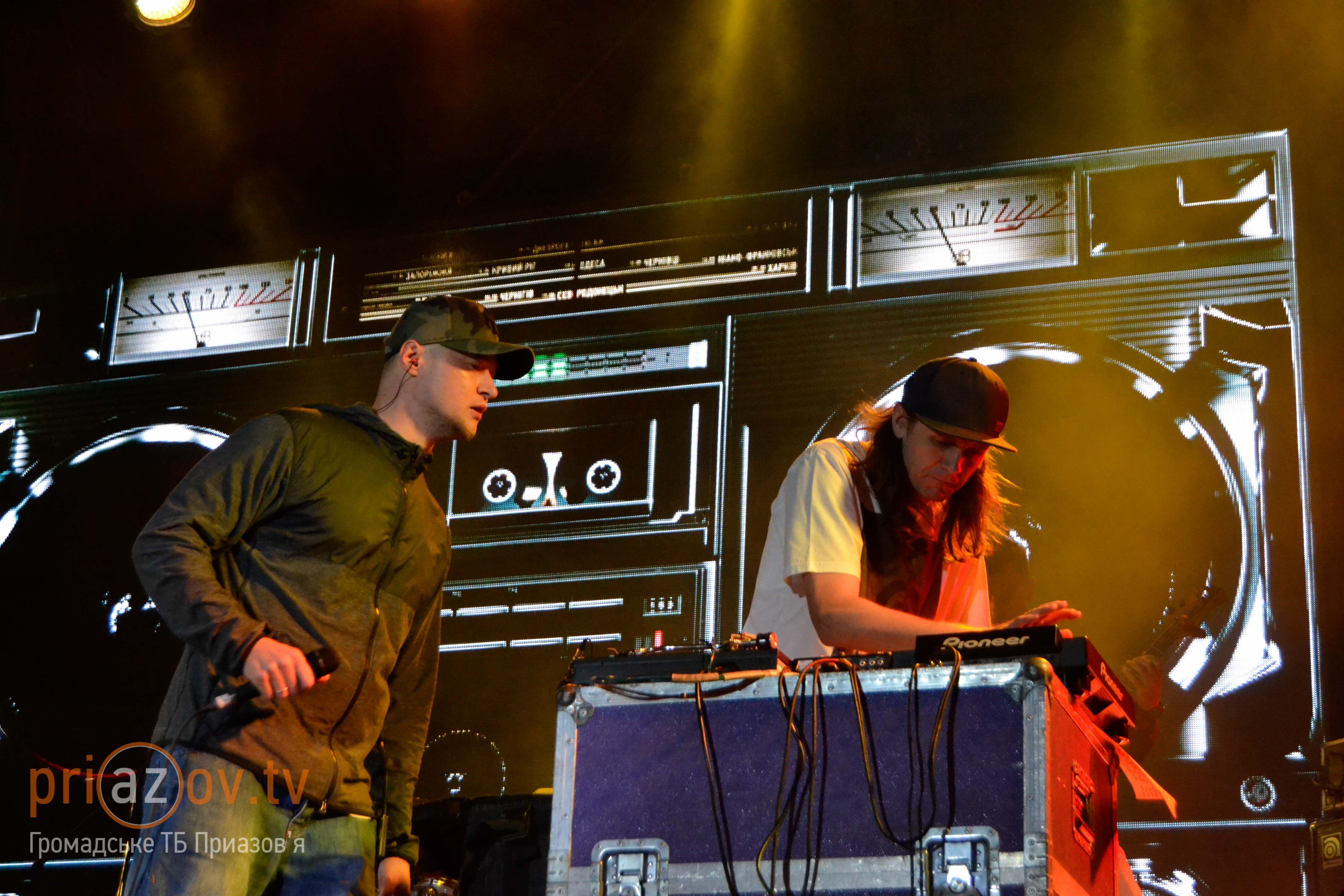
Koncert w Mariupolu (2017)

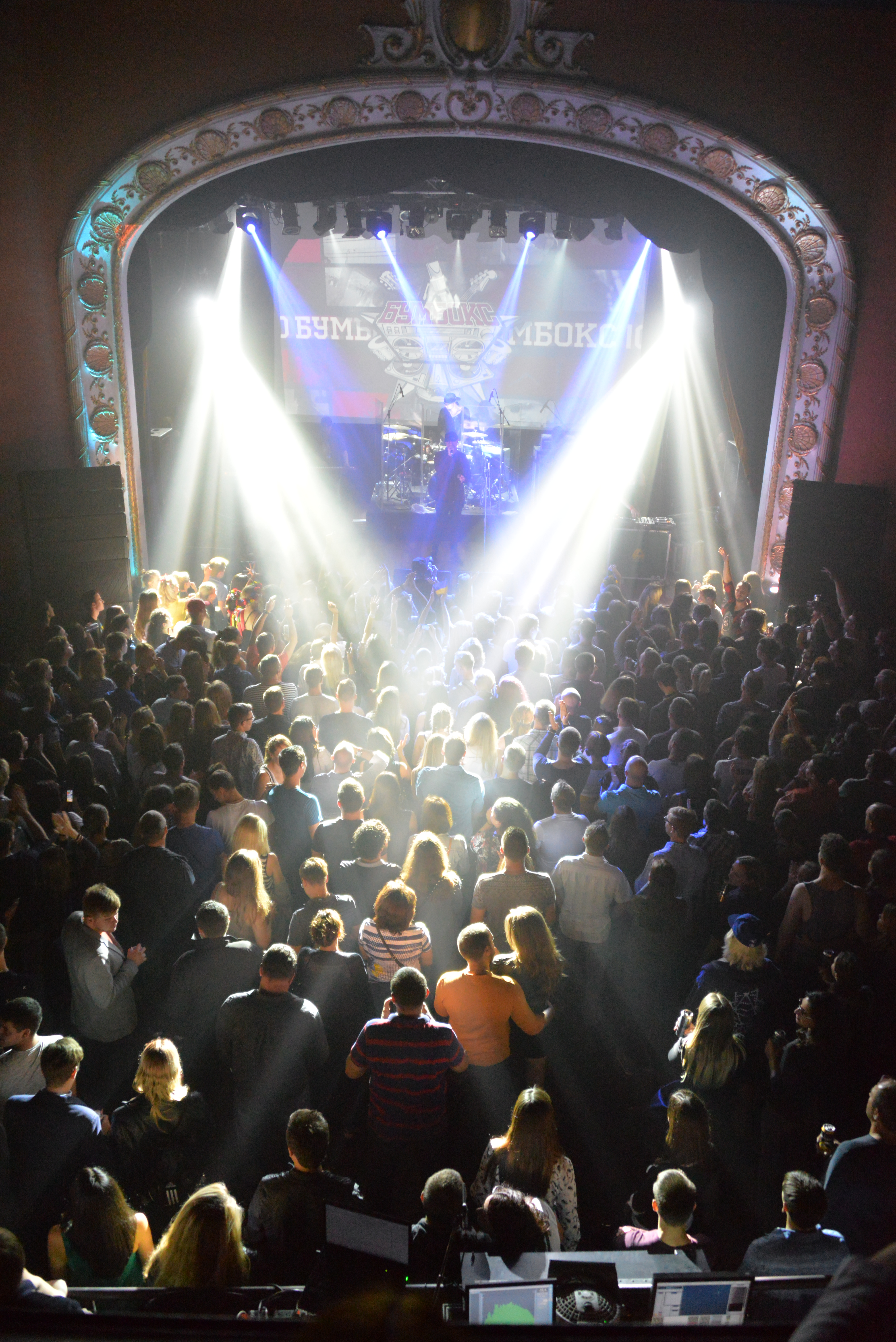
Koncert w Toronto (24 września 2015)

Boombox (ukr. Бумбокс) – ukraiński zespół funky groove powstały w połowie 2004 w Czerkasach. Założyło ją dwóch znanych muzyków – Andrij Chływniuk (wokalista zespołu Grafit) i Andrij Samojło (gitarzysta zespołu Tartak). Do współpracy zaproszono też znanego DJ-a – Walika Matijuka.

## Skład
- Andrij „Grafit” Chływniuk – wokal, teksty
- Andrij „Mucha” Samojło – gitara
- Walentyn „Walik” Matijuk – perkusja, bas, miksy

## Dyskografia

### Albumy studyjne
- Меломанiя (Mełomanija) – 2005
- Family Бiзнес (Family Biznes) – 2006
- Тримай (Trymaj) – 2007
- III – 2008
- Всё включено (Wsio wkljuczieno) – 2010
- Середній Вік (Serednij Wik) – 2011
- Термінал Б (Terminał B) – 2013
- Таємний код: Рубікон. Частина 1 (Tajemnyj kod: Rubikon. Czastyna 1) – 2019
- Таємний код: Рубікон. Частина 2 (Tajemnyj kod: Rubikon. Czastyna 2) – 2019

### Minialbumy
- Голий король (Hołyj korol’) – 2017

### Single
- Тримай (Trymaj) – 2007
- Люди (Ljudy) –  2016
- Тримай мене (Trymaj mene) – 2018
- Твiй на 100 % (Twij na 100%) – 2018
- Безодня (Bezodnja), z Tiną Karol – 2019

### Albumy nagrane wspólnie z innymi artystami
- Бленди, мікси та інші музичні пародії (Błendy, miksy ta inszi muzyczni parodiji), z Tonique Le DeeJay – 2009

### Kompilacje
- Краще (Kraszcze) – 2010

### Teledyski
- Супер-пупер (Supier-pupier), reż. Wiktor Pryduwałow – 2005
- E-mail, reż. Wiktor Priduwałow – 2005
- Ким ми були (Kym my buły), reż. Wiktor Pryduwałow – 2006
- Квіти в волоссі (Kwity w wołossi), reż. Wiktor Pryduwałow – 2006
- Вахтёрам (Wachtioram), reż. Wiktor Pryduwałow – 2007
- Та4то, reż. Wołodymyr Jakymenko – 2007
- Поліна (Polina), reż. Wołodymyr Jakymenko – 2008
- Не знаю (Ne znaju), z Nadinem, reż. Katja Caryk – 2008
- Концерти (Koncerty), reż. Ołeksij Kuzikow – 2009
- Eva, reż. Wołodymyr Jakymenko – 2009
- Наодинці (Naodynci), reż Wołodymyr Łert – 2009
- Летний дождь (Lietnij dożd), reż. Wołodymyr Jakymenko – 2010
- Холода.нет (Chołoda.niet), reż. Wołodymyr Jakymenko – 2010
- Этажи (Etaży), z Pianoboy, reż. Wołodymyr Łert – 2010
- За буйки; Сандали (Za bujki, Sandali), reż. Wołodymyr Łert – 2011
- Пошла вон (Poszła won), reż. Wołodymyr Łert – 2011
- Піддубний Микола (Piddubnyj Mykoła), reż. Kadym Tarasow, 2012
- Для тебя (Dlja tiebja), z Pianoboy i TNMK, reż. Wołodymyr Jakymenko – 2013
- Дитина (Dytyna), reż. Wołodymyr Łert – 2013
- Пепел (Piepieł), reż. Wołodymyr Łert – 2013
- Номер скрыт (Nomier skryt), reż. Wołodymyr Łert – 2014
- Ты одна (Ty odna), reż. Wiktro Wilks – 2014
- Выход (Wychod), reż. Anna Kopyłowa – 2015
- Люди (Ljudy), reż. Denys Dużnyk – 2015
- Рок-н-рол (Rock-n-roll), reż. Denys Dużnyk – 2016
- Колишня (Kołysznja), reż. Anna Kopyłowa – 2017
- Голий Король (Hołyj Korol’), reż. Denys Dużnyk – 2017
- Вечiр в Рio (Weczir w Rio), z O.Torvald, reż. Mykyta Kwasnikow – 2018
- Тримай мене (Trymaj mene), z The Gitas, reż. Andrij Chływniuk, Sasza Czemerow, Ołeksij Sohomonow
- Безодня (Bezodnja), z Tiną Karol, reż. Stas Hurenko – 2019
- ДШ (DSz), reż. Stas Hurenko – 2019

## Nagrody
| Rok  | Nagroda | Nominacja                       | Rezultat   | Uwagi                                             |
| ---- | ------- | ------------------------------- | ---------- | ------------------------------------------------- |
| 2012 | YUNA    | Najlepszy zespół                | Nominacja  |                                                   |
| 2012 | YUNA    | Najlepszy album                 | Nominacja  | za album Family Biznes                            |
| 2012 | YUNA    | Najlepszy utwór                 | Nominacja  | za utwór Wachtioram                               |
| 2013 | YUNA    | Najlepszy zespół                | Zwycięstwo |                                                   |
| 2013 | YUNA    | Najlepszy album                 | Nominacja  | za album Serednij Wik                             |
| 2013 | YUNA    | Najlepszy duet                  | Nominacja  | za utwór Ce zi mnoju z Okean Elzy                 |
| 2014 | YUNA    | Najlepszy zespół                | Nominacja  |                                                   |
| 2014 | YUNA    | Najlepszy album                 | Nominacja  | za album Terminał B                               |
| 2016 | YUNA    | Wydarzenie roku                 | Nominacja  | za koncert Bumboks 10 rokiw                       |
| 2017 | YUNA    | Najlepszy zespół rockowy        | Nominacja  |                                                   |
| 2017 | YUNA    | Najlepszy koncert               | Nominacja  | za ogólnoukraińską trasę koncertową Bumboks Ljudy |
| 2019 | YUNA    | Szczególne osiągnięcia w muzyce | Zwycięstwo |                                                   |